# The People's Key
The People's Key è un album del gruppo Bright Eyes, capitanato dal cantautore Conor Oberst, pubblicato nel 2011. Oberst ha annunciato che sarà l'ultimo pubblicato sotto questo nome.

## Tracce
1. Firewall – 7:17
2. Shell Games – 3:56
3. Jejune Stars – 4:10
4. Approximate Sunlight – 4:25
5. Haile Selassie – 4:33
6. A Machine Spiritual (In The People's Key) – 4:20
7. Triple Spiral – 3:51
8. Beginner's Mind – 3:55
9. Ladder Song – 3:58
10. One For You, One For Me – 6:37